# Palmer (Iowa)
Palmer is een plaats (city) in de Amerikaanse staat Iowa, en valt bestuurlijk gezien onder Pocahontas County.

## Demografie
Bij de volkstelling in 2000 werd het aantal inwoners vastgesteld op 214. In 2006 is het aantal inwoners door het United States Census Bureau geschat op 188, een daling van 26 (-12,1%).

## Geografie
Volgens het United States Census Bureau beslaat de plaats een oppervlakte van 1,1 km², geheel bestaande uit land. Palmer ligt op ongeveer 378 m boven zeeniveau.

## Plaatsen in de nabije omgeving
De onderstaande figuur toont nabijgelegen plaatsen in een straal van 20 km rond Palmer.